# Gro Randby
Gro Njølstad Randby (* 17. April 2002 in Tønsberg, Vestfold) ist eine norwegische Biathletin und Skilangläuferin. Sie wurde 2024 Juniorenweltmeisterin mit der Mixedstaffel.

## Sportliche Laufbahn
Gro Randby bestritt ihre ersten internationalen Wettkämpfe bei den Olympischen Jugendspielen 2020 in Lausanne und erreichte in Einzel und Sprint die Ränge neun und 26 sowie Platz fünf mit der Mixedstaffel. In den folgenden Jahren wurde sie nicht für internationalen Einsätze nominiert und ließ ausschließlich im Norgescup, zum Winter 2022/23 wurde sie aber in den dem B-Kader gleichzusetzenden Utviklingslandslag aufgenommen. Daraufhin gab die Norwegerin Ende 2022 in Idre ihr Debüt im IBU-Cup und erreichte dreimal die Top 30, wobei sie durchweg mehrere Schießfehler produzierte. Deutlich verbessert zeigte sie sich in der Saison 2023/24, in der sie im Sprint von Sjusjøen hinter Océane Michelon und Jeanne Richard ihren ersten Podestplatz erzielte. Im Februar 2024 nahm Randby erstmals an Juniorenweltmeisterschaften teil und gewann mit Sivert Gerhardsen, Isak Frey und Maren Brännare-Gran Gold im Mixedwettkampf sowie Silber mit der Damenstaffel. Ihr zweites Podest im IBU-Cup erreichte sie beim Saisonfinale in Obertilliach, dabei musste sie sich im Sprint nur Stefanie Scherer geschlagen geben. Zu Beginn des Winters 2024/25 war die Norwegerin erstmals Teil des Weltcupteams und erzielte in Kontiolahti als 16. des Sprints und 22. des Massenstarts ihre ersten Ranglistenpunkte. In Hochfilzen wurde sie erstmals für eine Staffel nominiert, schoss aber im Stehendanschlag zwei Strafrunden und belegte an der Seite von Juni Arnekleiv, Karoline Knotten und Maren Kirkeeide den sechsten Rang. Nach Ende des zweiten Trimesters wurde sie in den IBU-Cup versetzt und erreichte bis zum Saisonende zwei Top-10-Platzierungen sowie einen Podestplatz im Single-Mixed-Wettkampf von Otepää.
Im Skilanglauf nahm Randby ab 2019 fast ausschließlich an Wettkämpfen auf Juniorenebene teil. Große Aufmerksamkeit erzielte sie bei den norwegischen Meisterschaften 2024, wo sie sich über 5 Kilometer klassisch lediglich Heidi Weng um 2,7 Sekunden geschlagen geben musste und dabei fast die gesamte Langlaufnationalmannschaft hinter sich ließ.

## Persönliches
Randbys Schwester Nora ist ebenfalls als Biathletin aktiv.

## Statistiken

### Weltcupplatzierungen
Die Tabelle zeigt alle Platzierungen (je nach Austragungsjahr einschließlich Olympische Spiele und Weltmeisterschaften).
- 1.–3. Platz: Anzahl der Podiumsplatzierungen
- Top 10: Anzahl der Platzierungen unter den ersten zehn (einschließlich Podium)
- Punkteränge: Anzahl der Platzierungen innerhalb der Punkteränge (einschließlich Podium und Top 10)
- Starts: Anzahl gelaufener Rennen in der jeweiligen Disziplin
- Staffel: inklusive Mixed- und Single-Mixed-Staffeln

| Platzierung               | Einzel | Sprint | Verfolgung | Massenstart | Staffel | Gesamt |
| ------------------------- | ------ | ------ | ---------- | ----------- | ------- | ------ |
| 1. Platz                  |        |        |            |             |         |        |
| 2. Platz                  |        |        |            |             |         |        |
| 3. Platz                  |        |        |            |             |         |        |
| Top 10                    |        |        |            |             | 1       | 1      |
| Punkteränge               |        | 2      | 1          | 1           | 1       | 5      |
| Starts                    | 2      | 4      | 1          | 1           | 1       | 9      |
| Stand: Saisonende 2024/25 |        |        |            |             |         |        |

### Weltcupwertungen
Ergebnisse bei Weltcups (Disziplinen- und Gesamtweltcup) gemäß Punktesystem.
| Saison  | Einzel | Einzel | Sprint | Sprint | Verfolgung | Verfolgung | Massenstart | Massenstart | Gesamt | Gesamt |
| Saison  | Platz  | Punkte | Platz  | Punkte | Platz      | Punkte     | Platz       | Punkte      | Platz  | Punkte |
| ------- | ------ | ------ | ------ | ------ | ---------- | ---------- | ----------- | ----------- | ------ | ------ |
| 2024/25 | –      | –      | 47.    | 42     | 55.        | 16         | 51.         | 18          | 56.    | 76     |

### Olympische Jugend-Winterspiele
Die Tabelle zeigt alle Platzierungen bei Olympischen Jugend-Winterspielen:
| Olympische Winterspiele | Olympische Winterspiele | Einzelwettbewerbe | Einzelwettbewerbe | Staffelwettbewerbe | Staffelwettbewerbe |
| Jahr                    | Ort                     | Einzel            | Sprint            | Mixedstaffel       | S.-M.-Staffel      |
| ----------------------- | ----------------------- | ----------------- | ----------------- | ------------------ | ------------------ |
| 2020                    | Lausanne                | 9.                | 26.               | 5.                 | –                  |

### Juniorenweltmeisterschaften
Die Tabelle zeigt alle Platzierungen bei Juniorenweltmeisterschaften:
| Weltmeisterschaften | Weltmeisterschaften | Einzelwettbewerbe | Einzelwettbewerbe | Einzelwettbewerbe | Einzelwettbewerbe | Staffelwettbewerbe | Staffelwettbewerbe |
| Jahr                | Ort                 | Einzel            | Sprint            | Verfolgung        | Massenstart 60    | Damenstaffel       | Mixedstaffel       |
| ------------------- | ------------------- | ----------------- | ----------------- | ----------------- | ----------------- | ------------------ | ------------------ |
| 2024                | Otepää              | 7.                | 10.               | N/A               | 2.                | 4.                 | 1.                 |